# Réseau de distribution d'eau

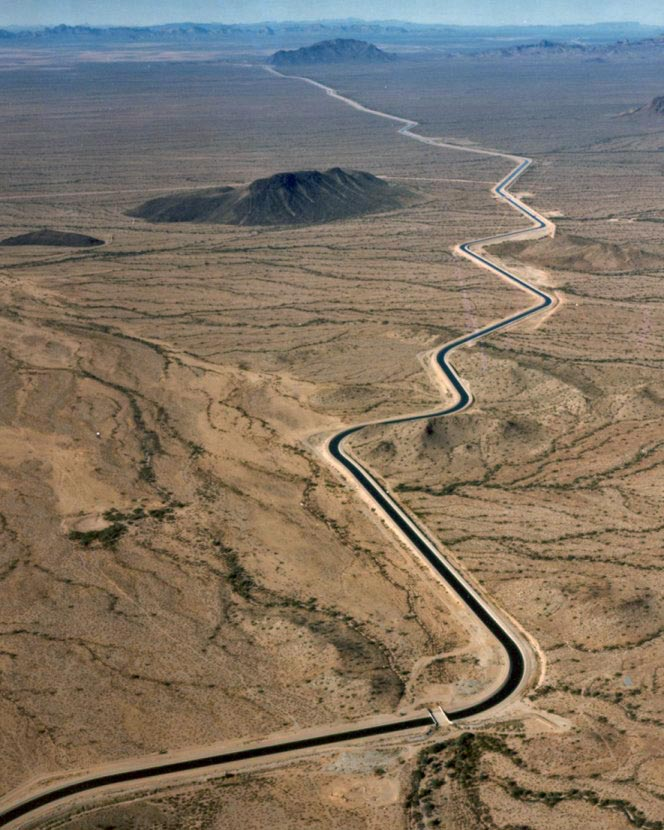
Canal en Arizona transportant de l'eau non traitée.

Un réseau de distribution d'eau, ou système d'approvisionnement en eau, est une structure permettant de garantir l'approvisionnement en eau potable, pour un usage domestique ou industriel. Cette eau est généralement froide mais certaines villes distribuent aussi de l'eau chaude sanitaire. Des enjeux sanitaires sont liés à la qualité de l'eau (plomb de tuyauteries anciennes, fibres d'amiante libérées par des tuyaux d'amiante-ciment, ou contaminants liés à des fuites du réseau). Un autre enjeu est de limiter les fuites dans le réseau qui constituent à la fois une source de gaspillage de ressources et d'argent.

## Explication plus précise
Ce circuit comprend :
en amont de l'utilisateur
- Le captage d'une source ou de l'eau provenant de la fonte d'un glacier, pompage dans un cours d'eau, un lac ou la nappe phréatique. Le dessalement de l'eau de mer est une possibilité si de l'énergie peu chère est disponible[N 1] ;
- Un circuit d’épuration de l'eau, si besoin, afin de la rendre potable[N 2] ;
- Le stockage dans un château d'eau ;
- Le chauffage avant distribution, si nécessaire[N 3]. Pour les bâtiments éloignés de la chaufferie un circuit de bouclage assure l'arrivée rapide de l'eau chaude au robinet[3] ;
- un maillage de canalisation assurant la distribution de l'eau potable
- à l'arrivée un compteur d'eau servant de référence pour facturer la consommation d'eau et le retraitement des eaux usées.

en aval de l'utilisateur
- Il peut être judicieux d'utiliser les eaux grises dans le bâtiment (par exemple alimenter le réservoir des toilettes avec l'eau d'un lavabo)
- Séparation des eaux pluviales et des eaux usées, pour éviter de traiter une eau qui n'en a pas besoin (sauf lorsque la pollution de l'air ou des toits est très importante)[4],[N 4].
- le dégraissage des eaux usées ;
- rejet des eaux usées :
  - dans une fosse septique à condition de prendre soin de ne pas rejeter de produits polluants (carburant, peinture, produits chimiques, etc.), pour ne pas polluer la nappe phréatique.
  - à l'égout qui nécessite un réseau de captation des eaux usées et leur traitement avant rejet dans la nature.

## En France
En août 2018, lors des « Assises de l'eau » le gouvernement a annoncé que les services d'eau seront désormais tenus de publier leurs résultats de gestion. Il a incité les collectivités territoriales à rénover leurs réseaux d'eaux car on estime que 20 % de l'eau qu'ils transportent est encore perdue par les fuites dans le réseau. 2 milliards d'euros d'investissements supplémentaires devraient être débloqués par l’État et autant par la caisse des dépôts (sous forme de prêts plus longs) pour rénover ces réseaux d'eau sur 5 ans, en privilégiant les territoires ruraux qui manquent souvent de fonds pour ces travaux. Un projet de tarification sociale devrait permettre à des collectivités volontaires d'expérimenter un « chèque-eau » pour les foyers pauvres (principe inspiré du chèque-énergie). L'Union nationale des industries et entreprises de l'eau et de l'environnement (UIE) suggère de créer une banque publique de données recensant les causes de fuites pour mieux cibler les réparations à faire.